# Григорианские реформы
Григорианские реформы — принятое в исторической литературе обозначение движения в католической церкви за реформы, имевшие место в конце XI — начале XII столетия.
Реформы эти получили своё название по имени папы Римского Григория VII, выпустившего в 1075 году свою энциклику «Диктат папы», давшую толчок и направление для этого движения духовного обновления в католицизме. Основными проблемами при проведении «григорианских реформ», вокруг которых велась борьба, являлись такие вопросы, как симония, целибат и борьба за инвеституру, так как назначение епископов в то время находилось в руках у мирских властей. После того, как в начале XII века борьба за инвеституру окончилась победой церкви и усилением позиций папства, реформистское движение стало постепенно терять свою динамичность.
Важнейшими духовными центрами движения за реформы во Франции было бургундское аббатство Клюни, в Германии — аббатство Хирзау.